# Baldriga de les Galápagos
La baldriga de les Galápagos (Puffinus subalaris) és un ocell marí de la família dels procel·làrids (Procellariidae) que era considerat una subespècie de la baldriga d'Audubon. Cria a les illes Galápagos i es dispersa pels mars del voltant.